# Satyrus actaea
Satyrus actaea är en fjärilsart som beskrevs av Eugen Johann Christoph Esper 1780. Satyrus actaea ingår i släktet Satyrus och familjen praktfjärilar. IUCN kategoriserar arten globalt som livskraftig. Inga underarter finns listade.

## Bildgalleri

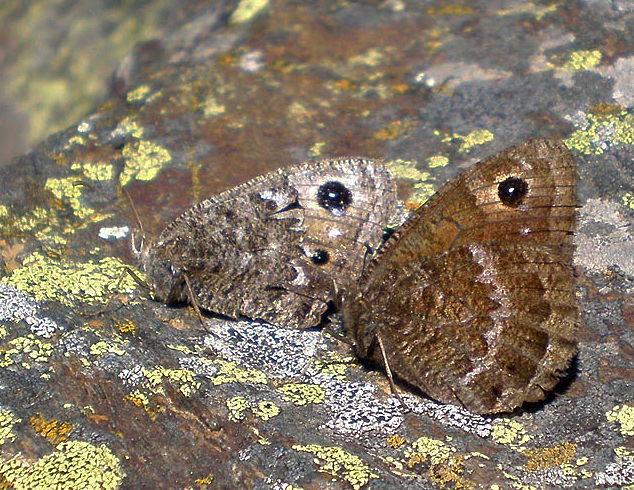